# Olympische Sommerspiele 1964/Teilnehmer (Irland)
| Gelbes Symbol für Goldmedaillen mit stilisierten Olympischen Ringen | Graues Symbol für Silbermedaillen mit stilisierten Olympischen Ringen | Braundes Symbol für Bronzemedaillen mit stilisierten Olympischen Ringen |
| ------------------------------------------------------------------- | --------------------------------------------------------------------- | ----------------------------------------------------------------------- |
| —                                                                   | —                                                                     | 1                                                                       |

Irland nahm an den Olympischen Sommerspielen 1964 in Tokio mit einer Delegation von 25 Athleten (24 Männer und eine Frau) an 23 Wettkämpfen in sieben Sportarten teil. Der einzige Medaillengewinn gelang dem Boxer James McCourt mit Bronze im Leichtgewicht.

## Teilnehmer nach Sportarten

### Boxen
- Sean McCafferty
Fliegengewicht: im Viertelfinale ausgeschieden

- Christopher Rafter
Bantamgewicht: in der 1. Runde ausgeschieden

- Patrick Fitzsimmons
Federgewicht: in der 1. Runde ausgeschieden

- James McCourt
Leichtgewicht: Bronze

- Brian Anderson
Halbweltergewicht: in der 1. Runde ausgeschieden

### Fechten
Männer
- Michael Ryan
Florett: im Viertelfinale ausgeschieden
Degen: in der 1. Runde ausgeschieden
Säbel: in der 1. Runde ausgeschieden

- John Bouchier-Hayes
Florett: in der 1. Runde ausgeschieden
Degen: im Viertelfinale ausgeschieden
Säbel: in der 1. Runde ausgeschieden

### Judo
- John Ryan
Offene Klasse: 5. Platz

### Leichtathletik
Männer
- Derek McCleane
800 m: im Halbfinale ausgeschieden

- Noel Carroll
800 m: im Vorlauf ausgeschieden

- Basil Clifford
1500 m: im Vorlauf ausgeschieden

- Tom O’Riordan
5000 m: im Vorlauf ausgeschieden

- Jim Hogan
10.000 m: Rennen nicht beendet
Marathon: Rennen nicht beendet

- John Lawlor
Hammerwurf: 30. Platz

Frauen
- Maeve Kyle
400 m: im Halbfinale ausgeschieden
800 m: im Halbfinale ausgeschieden

### Reiten
- Tony Cameron
Vielseitigkeit: 5. Platz
Vielseitigkeit Mannschaft: 4. Platz

- Tommy Brennan
Vielseitigkeit: 16. Platz
Vielseitigkeit Mannschaft: 4. Platz

- John Harty
Vielseitigkeit: 18. Platz
Vielseitigkeit Mannschaft: 4. Platz

- Harry Freeman-Jackson
Vielseitigkeit: 28. Platz
Vielseitigkeit Mannschaft: 4. Platz

### Ringen
- Seán O’Connor
Fliegengewicht, Freistil: in der 3. Runde ausgeschieden

- Joseph Feeney
Weltergewicht, Freistil: in der 3. Runde ausgeschieden

### Segeln
- John Hooper
Finn-Dinghy: 23. Platz

- Edward Kelliher
Drachen: 20. Platz

- Harry Maguire
Drachen: 20. Platz

- Robert D’Alton
Drachen: 20. Platz